# Wolfgang Kilian (Jurist)
Wolfgang Kilian (* 3. Februar 1939 in Frankfurt am Main) ist ein deutscher Rechtswissenschaftler. Seine Spezialgebiete sind Rechtstheorie, Zivilrecht, deutsches und europäisches Wirtschaftsrecht und Rechtsinformatik.

## Leben und Werk
Wolfgang Kilian studierte von 1959 bis 1963 an der Universität Frankfurt am Main und war von 1964 bis 1967 Referendar. In dieser Zeit schrieb er auch seine Dissertation zur Rechtsgeschichte der staatlichen Hochschulen für Bildende Künste und wurde 1967 zum Dr. jur. promoviert. Von 1968 bis 1972 war er wissenschaftlicher Assistent an der Uni Frankfurt. 1973 habilitierte er und erhielt die Lehrbefugnis für die Fächer Zivilrecht, Wirtschaftsrecht, Rechtstheorie und Rechtsinformatik. Im Jahr darauf wurde er ordentlicher Professor an der Universität Hannover. 1976/77 war er ebendort Dekan und 1978 bis zu seiner Emeritierung 2007 Leiter des von ihm gegründeten Instituts für Rechtsinformatik (bis 1983 als Forschungsstelle). 1999 konnte er die Einrichtung des europäischen Aufbaustudiengangs Rechtsinformatik (EULISP) verwirklichen. Rufe an die Universität Hamburg (1983) und die Universität des Saarlandes (1987) lehnte er ab.
Von 1977 bis 1988 war Kilian Gründungspräsident der Gesellschaft für Rechts- und Verwaltungsinformatik (GRVI) und von 1988 bis 1999 Vorstandsmitglied der GRVI sowie der daraus hervorgegangenen Deutschen Gesellschaft für Recht und Informatik. Außerdem war er Vizepräsident und seit 1997 Präsident der Vereinigung europäischer Rechtsinformatikinstitute (FIRILITE). Seit 1998 ist er zudem Gastprofessor in Breslau (Wrocław/Polen) und hat dort die Gründung des ältesten polnischen Rechtsinformatikinstituts CBKE angeregt.
1968 heiratete er Sigrid Hilligen. Der gemeinsame Sohn, Gregor, ist Musiker und Diplomjurist.

## Werke

### Autor
- Die Staatlichen Hochschulen für Bildende Künste in der Bundesrepublik Deutschland. Rechtsgeschichte und heutige Stellung. Gehlen, Bad Homburg [u. a.] 1967 (Dissertation)
- mit Wilfried Laatz: Reformversuch mit Studienanfängern an der Rechtswissenschaftlichen Fakultät der Universität Frankfurt a.M. 1969/70. Arbeitskreis für Hochschuldidaktik, Hamburg 1971 (= Hochschuldidaktische Materialien. Nr. 22).
- Juristische Entscheidung und Elektronische Datenverarbeitung. Methoden-orientierte Vorstudie. Athenäum-Verlag, Frankfurt am Main 1974, ISBN 3-7610-5852-0 (Habilitationsschrift; =Beiträge zur juristischen Informatik, Band 3)
- unter Mitarbeit von Thomas Heißner und Brigitte Maschmann-Schulz: Personalinformationssysteme in deutschen Großunternehmen. Ausbaustand und Rechtsprobleme. Berlin [u. a.] 1981, ISBN 3-540-10643-X (=Informatik-Fachberichte, Band 42)
- Rechtsfragen der medizinischen Forschung mit Patientendaten. Datenschutz und Forschungsfreiheit im Konflikt. Toeche-Mittler, Darmstadt 1983, ISBN 3-87820-053-6 (=Beiträge zur juristischen Informatik, Band 9)
- mit Michael Schuster: Medizinische Informationen in der Krankenversicherung. Schlußbericht über ein von der Stiftung Volkswagenwerk am Rechtswissenschaften der Universität Hannover gefördertes Forschungsprojekt. Universität Hannover, Institut für Rechtsinformatik, Hannover 1983
- Haftung für Mängel der Computer-Software. Müller, Juristischer Verlag, Heidelberg 1986, ISBN 3-8114-2386-X (=Schriftenreihe Juristische Studiengesellschaft Karlsruhe, Heft 171)
- mit Wolfgang Borsum und Uwe Hoffmeister: Telearbeit und Arbeitsrecht. Bundesminister für Arbeit und Sozialordnung, Referat Öffentlichkeitsarbeit, Bonn 1987
- Schutz des Verbrauchers oder der Handelsstrukturen? Zum Anwendungsbereich der Ausnahmeregelungen in § 6a Abs. 2 UWG. Beck, München 1987, ISBN 3-406-32804-0
- mit Michael Bothe: Rechtsfragen grenzüberschreitender Datenflüsse. O. Schmidt, Köln 1992, ISBN 3-504-56030-4
- mit Arnold Picot u. a.: Electronic Data Interchange aus ökonomischer und juristischer Sicht. Nomos Verlagsgesellschaft, Baden-Baden 1994, ISBN 3-7890-3501-7
- mit Ralph Gureck und Marion Herbst: Juristischer Musterarbeitsplatz. Abschlussbericht über die Einschätzung führender Computerprogramme für Rechtsanwälte. Deutscher Anwaltverlag, Bonn 1996, ISBN 3-8240-0189-6
- Europäisches Wirtschaftsrecht. Beck, München 1996, ISBN 3-406-41317-X, 2. Auflage, 2003, ISBN 3-406-51386-7
- Digitalisierte Informationen im Rahmen einer IT-anknüpfungsfähigen Juristischen Methodenlehre. In: Jörg Pohle, Klaus Lenk (Hrsg.): Der Weg in die „Digitalisierung“ der Gesellschaft. Was können wir aus der Geschichte der Informatik lernen? Metropolis-Verlag, Marburg 2021, ISBN 978-3-7316-1461-6, S. 303–314.
- mehr als 150 Fachbeiträge in wissenschaftlichen Zeitschriften

### Herausgeber
- mit A. J. Porth: Juristische Probleme der Datenverarbeitung in der Medizin. Springer, Berlin u. a. 1979 (= Medizinische Informatik und Statistik. Band 12), ISBN 3-540-09515-2.
- mit Peter Reichertz: Arztgeheimnis – Datenbanken – Datenschutz. Arbeitstagung. Bad Homburg, 1982. Springer, Berlin u. a. 1982 (= Medizinische Informatik und Statistik. Band 38), ISBN 3-540-11611-7.
- mit Peter Gorny: Computer-Software und Sachmängelhaftung. Teubner, Stuttgart 1985, ISBN 3-519-02439-X (=Berichte des German Chapter of the ACM, Band 20)
- mit Benno Heussen: Computerrechtshandbuch. Beck, München 1990, ISBN 3-406-31830-4
- mit Hans Brinckmann: Beiträge zur juristischen Informatik. Athenäum-Verlag, Frankfurt am Main 1973ff., 25 Bände erschienen, ISSN 0175-5420
- Wissenschaft und Praxis. Schriften des Instituts für Rechtsinformatik. Institut für Rechtsinformatik, Hannover 1984ff., 13 Bände erschienen, ISSN 0724-8067